# Васиф Али Мирза
Сеид Сэр Васиф Али Мирза Хан Бахадур (бенг. ওয়াসিফ আলী মির্জা) (7 января 1875 — 23 октября 1959) — второй наваб Муршидабада (25 декабря 1906 — 23 октября 1959), старший сын и преемник Хасана Али Мирзы. Сэр Васиф Али Мирза получил образование в Шерборнской школе, школе Регби и позже в Тринити-колледже. Он сменил своего отца Хасана Али Мирза Хана Бахадура после его смерти 25 декабря 1906 года. 11 декабря 1931 года Васиф Али был вынужден передать управление своими поместьями правительству Индии, взяв на себя долг в размере 19 лакхов. 15 августа 1947 года Линия Рэдклиффа передала район Муршидабада Пакистану. Флаг Пакистана был поднят во Дворце Хазардуари, но в течение двух дней Индия и Пакистан Кхулной, которая сейчас находится в Бангладеш, а затем флаг Индии был поднят в Большом дворце 17 августа 1947 года. Правительство Индии также вернуло ему все его поместья в 1953 году. Васиф Али также был основателем и президентом индуистско-мусульманской Ассоциации единства в 1937 году, названной Anjuman-e-Musalman-e-Bangla, которая способствовала индуистско-мусульманскому единству. Наваб также построил Васиф Манзил.
Сэр Васиф Али умер в возрасте 84 лет в своей Калькуттской резиденции на Парк-Стрит 85 в Калькутте 23 октября 1959 года. Ему наследовал его старший сын, Варис Али Мирза Хан Бахадур.

## Биография

### Ранние годы

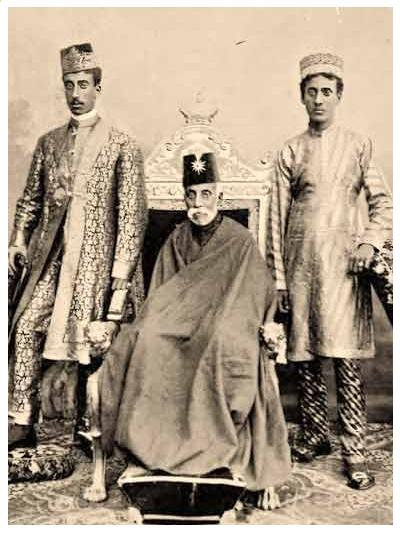
Васиф Али Мирза-Хан (слева) вместе со своим отцом Хасаном Али Мирзой (в середине) и его младшим братом Насиром Али Мирзой Бахадуром (справа).

Сэр Васиф Али Мирза был старшим сыном Хасана Али Мирзы от его первой жены Амир Дулхан Кульсум-Ун-Ниса Бегум. Он родился 7 января 1875 года во Дворце Хазардуари. В возрасте 12 лет Сэр Васиф Али Мирза был отправлен в Англию для получения образования. Он сопровождал своего младшего брата, Насира Али Мирза Бахадура и находился под опекой мистера Колеса, директора колледжа Dovetan в Калькутте (школа теперь известна как Park Mansion) в качестве аталыка. Сэр Васиф Али Мирза получил образование в Шерборнской школе, школе Регби и позже в Тринити-колледже. После получения образования молодой принц посетил важные места в Англии и много путешествовал по таким местам, как Шотландия, Ирландия, Египет, Австрия, Турция, Италия, Франция и Германия. Он вернулся в Муршидабад 27 октября 1895 года вместе со своим братом.

### Поздние годы

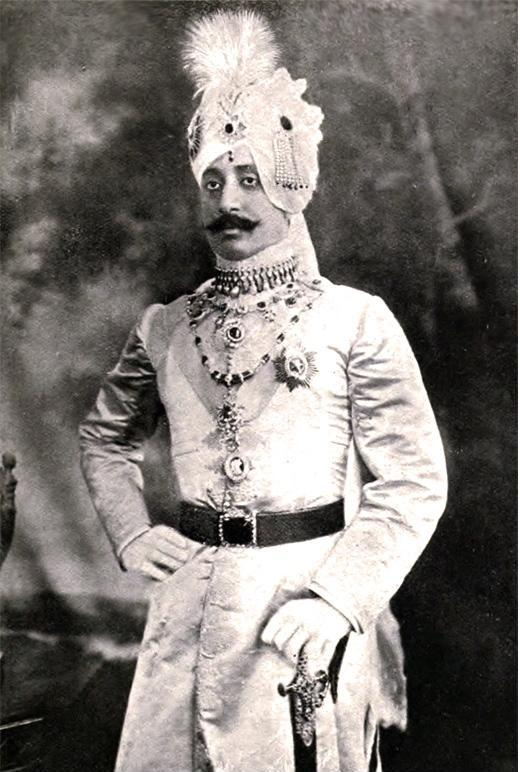
Сэр Васиф Али Мирза Хан Бахадур в своем наряде наваба.

Сэр Васиф Али управлял Низаматом от имени своего отца Хасана Али Мирзы с 1895 по 1899 год. Он возглавлял муниципалитет Муршидабад с 1899 по 1901 год, а также представлял Бенгалию на коронации короля Великобритании и императора Индии Эдуарда VII и королевы-императрицы Александры в Вестминстерском аббатстве в Лондоне в 1902 году, а также короля Великобритании и императора Индии Георга V и королевы-императрицы Марии в том же месте в 1911 году. Сэр Васиф Али сменил своего отца Хасана Али Мирзу после его смерти 25 декабря 1906 года в качестве второго наваба Муршидабада под восточными титулами:  Ихтишем уль-Мульк (сановник страны), Раэс уд-Даула (премьер-министр государства), Амир уль-Омрах (благородный из благородных) и Махабат Джанг (ужас на войне). Сэр Васиф Али также восемь раз был членом законодательного совета Бенгалии, проявлял большой интерес к муниципальным вопросам и являлся патроном Калькуттского исторического общества. Наваб известен эффективным управлением своими поместьями, а также общественными благотворительными организациями. Наваб также хорошо известен своими стихами на английском и урду. Он также является автором книги «A Mind’s Reproduction» (1934).
11 декабря 1931 года Васиф Али был вынужден передать управление своими поместьями правительству Индии, взяв на себя долг в размере 19 лакхов. 15 августа 1947 года Линия Рэдклиффа передала район Муршидабада Пакистану, и флаг Пакистана был поднят во Дворце Хазардуари, но в течение двух дней два Доминиона обменялись Кхулной, которая сейчас находится в Бангладеш, а затем флаг Индии был поднят в Большом дворце 17 августа 1947 года. Правительство Индии также ему вернуло все его поместья в 1953 году. Васиф Али был также основателем и президентом индуистско-мусульманской Ассоциации единства в 1937 году, названной Anjuman-e-Musalman-e-Bangla. Наваб также построил Васиф Манзил и назвал его в его честь.

### Смерть и преемственность
Сэр Васиф Али умер в возрасте 84 лет в своей резиденции на Парк-Стрит 85 в Калькутте 23 октября 1959 года. Он был похоронен на кладбище Джафаргандж в Муршидабаде. Ему наследовал его старший сын, Варис Али Мирза Хан Бахадур.

### Личность

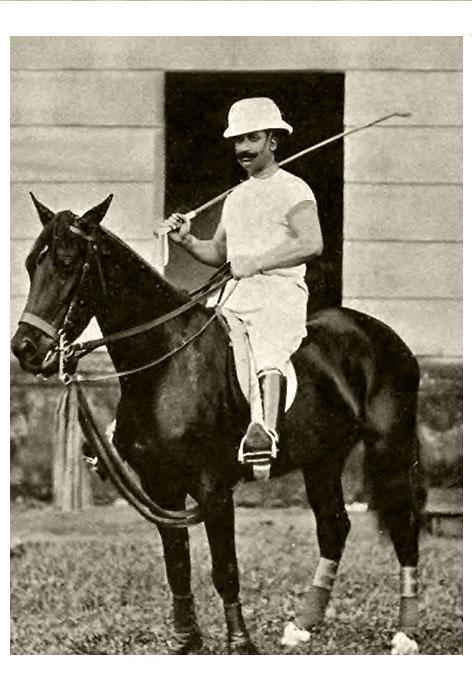
Сэр Васиф Али Мирза на своей лошади Венере, играя в поло.

Сэр Васиф Али Мирза обладал очаровательными и утонченными манерами. Его благородная внешность, которая сияла умом, была причиной того, что он привлекал внимание всех, кто входил с ним в контакт. О нём действительно говорили, что он обладал всеми атрибутами восточного принца и держался как западный джентльмен. Его знание английского языка и литературы, а также знание английских манер, обычаев и этикета, которые он приобрел во время своего длительного пребывания в Англии — это было самое замечательное в нём. Наваб интересовался крикетом, футболом и теннисом. Его любовь к спорту привлекла его к охоте на тигров, а также к охоте на кабанов. В поло, где он был выдающимся игроком, он обычно был капитаном команды.

### Награды
- Коронационная медаль Эдуарда VII — 1902
- Золотая медаль Дели Дарбар — 1903
- Рыцарь-Командор Ордена Звезды Индии (KCSI) — 1910
- Золотая Медаль Дели Дарбар — 1911
- Коронационная медаль Георга V — 1911
- Рыцарь-Командор Королевского Викторианского ордена (KCVO) — 1912
- Медаль Серебряного юбилея короля Георга V — 1935
- Коронационная медаль Георга VI — 1937

### Васиф Манзил

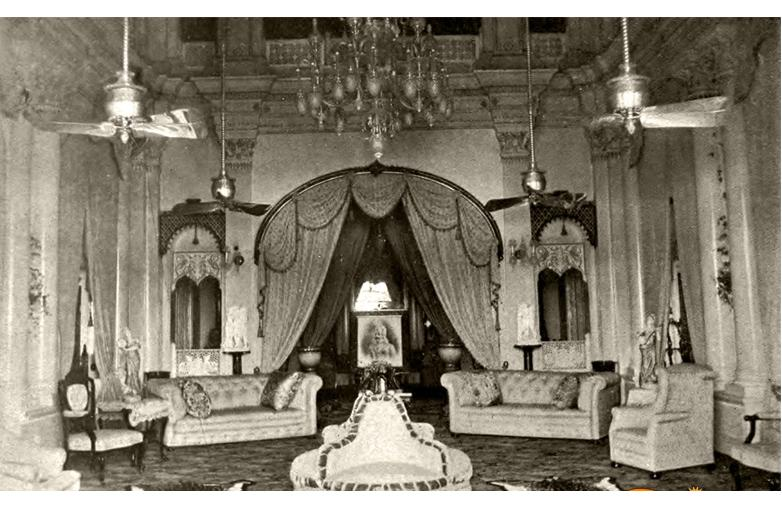
Старая фотография гостиной Васифа Манзила с фотографией сэра Васифа Али Мирзы в конце комнаты.

Васиф Манзил (также известный как Васиф манзил и новый дворец) был построен сэром Васифом Али Мирзой под руководством и наблюдением г-на Вивиана, офицера отдела общественных работ Nadia Rivers Division и Сурендры Барата, бенгальского инженера. Это здание, вернее дворец, использовалось навабом как его резиденция. Здание находится очень близко к дворцу Хазардуари. Он построен на территории кампуса Форт Низамат между кампусом Дакшин Дарваза (Южные ворота) и Дворцом Хазардуари, прямо напротив кампуса Южной мечети Зуруд и параллельно реке Бхагиратхи.

## Семья

### Жены
- Наваб Султан Дулхан Фахфур Джахан Бегум Сахиба (урождённая Сахибзади Надар Джахан Бегум), брак был заключен в Калькутте в 1898 году. Она была дочерью дяди Васифа Али по отцовской линии, Уала Кадира (Хусейн Али Мирза Бахадур).
- Наваб Мумтаз Махал Имами Бегум Сахиба, брак заключен в 1903 году (развод). Она была вдовой Ахмада Кадира (Сахибзада Сеида банда Аббас Мирза Бахадур) и дочерью Кайвана Кадира (Сахибзада Сеид Ахмад Али Мирза Бахадур).
- Наваб Мехар Джахан Дилдар Ара Бегум Сахиба. Она была дочерью Ахмада Кадира (Сахибзаде Сеид Банда Аббас Мирза Бахадур).

У сэра Васифа Али также было две временные жены:
- Сугра Ханум
- Сушила Ханум

### Дети

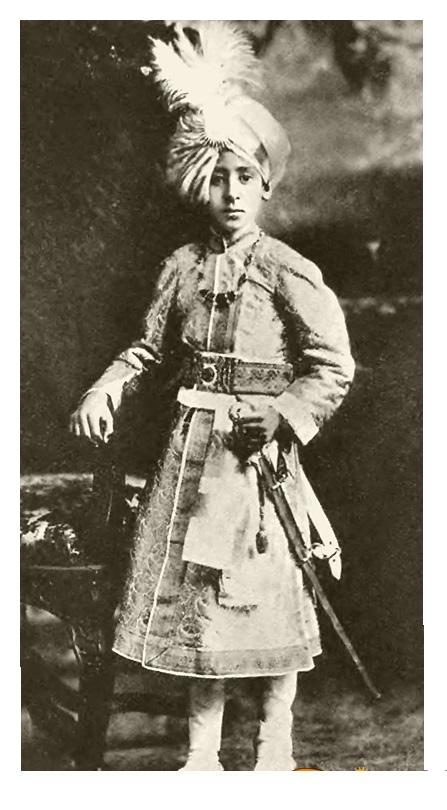
Сеид Варис Али Мирза Бахадур в детстве.

У Васифа Али Мирзы было шесть сыновей и шесть дочерей:
- Сеид Варис Али Мирза Бахадур (14 ноября 1901 — 20 ноября 1969), 3-й наваб Муршидабада (1959—1969), сын Фахфур Джахан Бегум
- Сеид Фатехьяб Али Мирза Бахадур (1905 — 3 января 1998), сын Фахфур Джахан Бегум
- Сеид Казем Али Мирза Бахадур (31 октября 1911 — 14 июля 1988), сын Фахфур Джахан Бегум
- Сеид Имран Али Мирза Бахадур, сын Фахфур Джахан Бегум
- Сеид Саид Али Мирза Бахадур, он скончался в молодости
- Сеид Саджад Али Мирза Бахадур (1950 — до 2006)
- Хусна Ара Бегум (Муммио Бегум Сахиба) (1900—1982), жена наваба Али Хайдер-хана, старшего сына наваба Али Амджад-Хана, лидера независимой мусульманской партии (1937—1938), министра сельского хозяйства (1939—1941) и министра энергетики и водного хозяйства (1942—1946) в Ассаме .
- Сафия Бану Ара Бегум. Она вышла замуж за Бакира Али-Хана
- Камарат Ара Бегум
- Хашмат Ун-Ниса Бегум (? — 1995). Она вышла замуж за Сеида Мухаммада Садика Али Мирзу (умер в 1959 году), сына Сайида Сайгама Мирзы, от его жены Хуршид Ун-Ниса Бегум Сахиба (дочь наваба Хасана Али Мирзы Хана Бахадура из Муршидабада.
- Джамал Ара Бегум (? — 22 марта 1984). Она вышла замуж за наваба Али Асгар-Хана, младшего сына наваба Амджада Али-Хана из семьи Притимпасса.
- дочь, дочь Дилдар Бегум. Она вышла замуж за Мухаммеда Али-Хана.